# エドウィン (小惑星)
エドウィン(1046 Edwin)は、小惑星帯に位置する小惑星の1つである。アメリカのウィリアムズ・ベイのヤーキス天文台でジョージ・ファン・ビースブルックによって発見された。名前はジョージ・ファン・ビースブルックの息子Edwinにちなむ。